# Megacyllene melanaspis
Megacyllene melanaspis är en skalbaggsart som först beskrevs av Louis Alexandre Auguste Chevrolat 1861.  Megacyllene melanaspis ingår i släktet Megacyllene och familjen långhorningar. Inga underarter finns listade i Catalogue of Life.